# 邁特里帕拉·西里塞納
邁特里帕拉·西里塞納（1951年9月3日—），是斯里蘭卡政治人物，前任斯里蘭卡總統。

## 簡介
西里塞納生於西部省，原為一名農民和農學家。
在2015年斯里蘭卡總統選舉，脫離原執政黨，代表反對派，擊敗马欣达·拉贾帕克萨，當選為第7任斯里蘭卡總統。 

## 國內政策

### 恢复死刑
斯里兰卡于1976年废除死刑。西里塞納於2015年10月評論說，在一系列引人注目的強姦，殺戮和性虐待事件之後，如果議會批准，他支持就引入死刑進行對話。2019年2月10日，西里塞纳宣佈，将结束该国长达43年的废除死刑政策，并决定在两个月内恢复启用死刑刑罚。

### 稅務方案
2018年，政府對稅制進行了修改，包括按需繳納稅款（PAYE）的變更。 據報導，5月，西里塞納在內閣會議上表示，政府部長和議員不受議員付費的影響，因為國會議員在他們的名字之前收到酬金而不是國家的工資。